# أنف وثلاث عيون (فلم 2024)
 أنف وثلاث عيون  هو فيلمٌ مصري ٌ بدأ عرضه في 31 يناير 2024، وبدأ عرضه في الدول العربية في 8 فبراير 2024.

## قصة الفيلم
دكتور هاشم (ظافر العابين)، في منتصف الأربعينيات من عمره، لكنه لم ينجح في إقامة علاقة عاطفية. يحاول إقامة علاقة مع فتاتين، لكنه يبتعد عنهما، الواحدة تلو الأخرى. لكنه لا يستطيع مقاومة الفتاة روبا (سلمى أبو ضيف)، رغم أنها تصغره بخمسٍ وعشرين سنة. يحاول الدكتور هاشم أن يشرح لطبيبته النفسية عالية (صبا مبارك) سر الكابوس الذي يعاني منه ولا يستطيع تفسيره!

## إنتاج الفيلم
قصة الفيلم مقتبسة من رواية "أنف وثلاث عيون" للكاتب إحسان عبد القدوس. كتب السيناريو والحوار للفيلم وائل حمدي، وأخرجه أمير رمسيس، وهو من بطولة ظافر العابدين، وصبا مبارك، وسلمى أبو ضيف، وجيهان الشماشرجي، وصدقي صخر، سلوى محمد علي، ونبيل ماهر، ونور محمود، والطفل سليم مصطفى، وأمينة خليل التي ظهرت كضيفة شرف.
الفيلم سبقته عدة معالجات لنفس الرواية، أولها مسلسل إذاعي أُنتج عام 1969، ثم فيلمٌ أُنتج عام 1972، ثم مسلسلٌ أنتج عام 1980.

## فريق العمل

### تمثيل
| - ظافر العابدين: دكتور هاشِم الوكيل - صبا مبارك: دكتورة عاليا - سلمى أبو ضيف: رُبى - أمينة خليل: نجوى | - جيهان الشماشرجي: والدة هاشم - صدقي صخر - نورا شعيشع: أمينة | - كريمة منصور: هالة أخت هاشم - سلوى محمد علي: والدة عاليا - رمزي العدل: والد هاشم | - نبيل علي ماهر: والد عاليا - نور محمود: طليق عاليا - حسن العدل: طبيب نفسي |

- الأطفال: سليم مصطفى - عمر الحداد - كابر أحمد

اشترك في التمثيل
خالد عيسوي - حسن قطب- منى جادو - ملك نجم - مجد سعود - فارس الفخراني - عماد الدين ناصر - علي مدكور - أحمد الشريف - مريم السيد - مصطفى محمود - عبد الرحمن أحمد - مختار سيد - مي عمران - هانيا عبد المجيد - أحمد يوسف - ماركو محمد - أدم مجدي - محمد خالد - جيهان مصطفى - صالح محمد  - محسن كامل - أحمد سيد.

### الإداريون
| - لاجوني للإنتاج السينمائي (منتج) - محمد رحال (المنتج الفني) - شاهيناز العقاد (منتج) - ضياء نور (منتج منفذ) - أسامة رحال (مدير إنتاج) | - أمير رمسيس (مخرج) - ريم دويدار (سكريبت إكسسوار) - بسنت الشافعي (اسكربت ملابس) - أحمد جابر (تصميم صوت ومكساج) | - يوسف الميهي (مهندس صوت) - إحسان عبدالقدوس (اقتباسًا من رواية "أنف وثلاث عيون") - وائل حمدي (سيناريو وحوار) - أحمد جبر (مدير التصوير) | - إيناس شاهين (مصمم ملابس) - عاصم علي (الإشراف الفني والديكور) - تامر كروان (موسيقي تصويرية) - علي خيري (مونتير) |

## الجوائز
في نهاية أبريل 2024 فاز الفيلم بجائزة الجمهور في مهرجان مالمو السويدي للسينما العربية.